# Maurice Charpentier
Pour les articles homonymes, voir Charpentier (homonymie).
Maurice Charpentier est un homme politique français né le 21 juillet 1908 à Parthenay dans le département des Deux-Sèvres et mort le 19 août 1965 à Suresnes dans le département des Hauts-de-Seine.
Dans le Loiret, il est élu sénateur, président du conseil général, conseiller général et maire.

## Biographie et mandats électifs
Docteur en médecine, maire de Saint-Maurice-sur-Aveyron de 1941 à 1965. il est élu conseiller général de Châtillon-Coligny le 7 octobre 1951. 
Secrétaire général de l'Association des maires de France, il est élu sénateur du Loiret en 1955 sur la liste des Indépendants et Paysans. Il bat alors le président du Conseil général, le radical-socialiste Pierre Dézarnaulds.
Président du Conseil général du Loiret du 19 novembre 1956 au 30 avril 1958, il cède sa place à Pierre Perroy en raison de sa maladie, ne conservant que son siège au Palais du Luxembourg jusqu'à son décès, le 19 août 1965.
C'est sous son impulsion que le Conseil général du Loiret crée, dès 1957, la Société d'économie mixte pour l'équipement du Loiret (SEMPEL) dont il prend la présidence. Cette société d'économie mixte va faciliter I'accueil des retombées de l'expansion, particulièrement des déconcentrations d'installations industrielles et tertiaires de la région parisienne. Cette structure fait du Loiret un département pionnier dans I'accompagnement apporté au développement économique.